# 博士音響
博士音響是博士公司的主要產品。博士的產品被運用於奧運場館、百老匯劇院、西斯廷教堂和航空設備，其中以901揚聲器系列最為知名。
博士音響自1960年代末期以來開始生產立體音響設備。

## 概覽
1964年博士企業創立，八年前創辦人Bose剛剛從麻省理工畢業，開始的第一年，投入經費贊助揚聲器的研究，第一代的擴音器為2201型，外型設計主要為可搭配於房間的角落，並利用牆壁反射的效果，提高聲音的表現度，博士的創辦人麻省理工學院電機教授Amar Bose利用了電子均衡器來調整聲輸出單位總輻射功率。雖然這些揚聲器系統能準確地達到理想化標準，但是實際收聽測試的結果卻不盡人意，博士針對這項結果，在設計中加入了聽覺心理的因素，將人在音樂會現場聆聽效果考慮進去，發展出8個對牆的電子均衡器和1個朝前的均衡器這樣的設計，透過牆面使聲音反射的效果，創造出現場音樂會的感受。
這項設計的成品上市前，Amar Bose並不知道這項以「直接/反射」技術為主的產品，是否會受到市場青睞，他將這項設計命名為Model 901，於1968年發表，於1970年代快速成長。

## 汽車音響

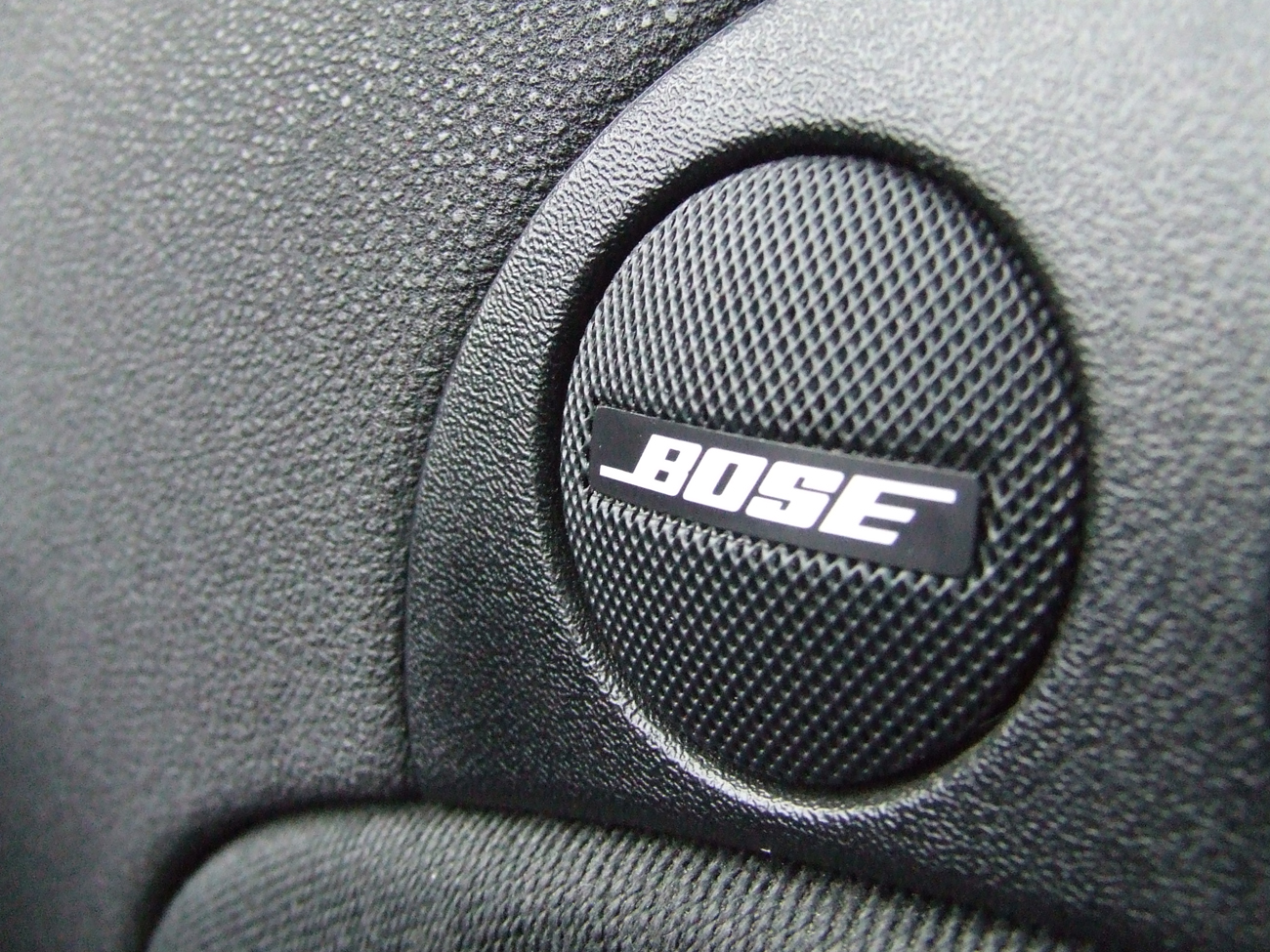
博士汽車音響

博士出產許多車用音響設備，包括車用音響主機和CD、DVD、MP3等播放器等。通用汽車、奧迪、賓士、法拉利、Nissan和馬自達出產的部分車款搭配了博士的音響。博士目前不提供音響零件給已上市的車款，這是為了保障音響和車體嵌入的合適度和車內聲音效果。
2007年在瑞士日內瓦的車展中，博士發表了一套新的多媒體系統，並將之與法拉利612 scaglietti結合。。2007年，博士企業獲得了International Telematics Award 的 "Best Storage Solution for In-Car Environment"獎。

## 博士901揚聲器
博士901揚聲器系統最早於1968年開發出來。1968年初發表的產品為五邊形的造型，並非當時常見的落地型或是書櫃型的音響，這樣的設計有助於直接/反射（Direct/Reflecting）的技術，使聲音可以透過牆壁和天花板的反射，在房間內產生劇場式環繞的效果，為了達到這樣的效果，在揚聲器的前面和背面加裝了9個全頻。「直接/反射」這項設計主要為了讓揚聲器具有劇場式的立體效果，但是在使用一般揚聲器的錄音室聽起來並沒有太大不同。此外，博士901與一般落地型的揚聲器不同之處，在於它使用特殊的腳墊。這種腳墊為金屬管狀，底部較大，頂端較小。
博士901的特點包括9個全頻、均衡器、特殊的聲矩陣音箱、螺旋纏繞鋁音圈。